# Uzoni Sz. Balázs
Uzoni Balázs vagy Uzoni Sz. Balázs (Uzon[?], ? – Betlenszentmiklós[?], 1671 után) református lelkész. 

## Élete
Feltételezhetően Gyulafehérváron kezdte tanulmányait, majd 1656. májustól Bonyhán volt iskolaigazgató. Itteni tartózkodása alatt Öt sima kevekkel felékesítetett Dávid parittyája (Gyulafehérvár, 1658) címmel lefordította Hendrik van Diest írását, amelyet Kemény János fiának, Kemény Simon udvarhelyszéki főkapitánynak ajánlott. 
1658-tól a kolozsvári református kollégiumban Apáczai Csere János tanítványa volt. 1658-ban seniorrá választották meg, és ezt a tisztséget még 1660-ban is betöltötte.
1660. november 15-től 1661. április végéig a marosvásárhelyi református iskolát igazgatta. 1661-től lelkészként szolgált Nyárádszentannán, ahol patrónusa fiát, Lázár Imrét is tanította. Valószínűleg 1665-től került át Gyulakutára és Kelementelkére, ahol 1668-ig tevékenykedett. 1668-ban Bethlen Miklós, aki református egyházközséget akart alapítani az addig unitárius Betlenszentmiklóson, korábbi diáktársát, Uzonit hozatta át prédikátornak. A „hon tanult” Uzoni – „sok akademikust tudományával, buzgóságával meghaladó merő apostol ember” – nagy energiával fogott neki az egyházközség szervezésének, naponta hat könyörgést tartott (kettőt a faluban, kettőt Bethlen Miklósnál és kettőt Bethlen Farkasnál, aki pedig eleinte nem is fizetett neki). Bethlen Miklóst rábeszélte, hogy iskolát alapítson a faluban, ahol aztán egyaránt oktatott fiú- és lánygyermekeket.
Asztmában hunyt el 1671 után, Zoványi Jenő szerint 1673-ban már nem volt életben. 